# Raoul Péret

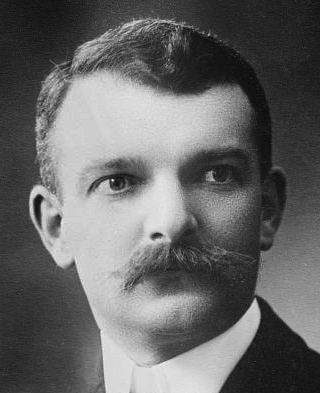
Raoul Péret.

Raoul Péret, född den 29 november 1870 i Châtellerault, död den 22 juli 1942 i Saint-Mandé, var en fransk politiker.
Péret vann juris doktorsgrad och praktiserade som advokat vid appellationsdomstolen i Paris. 1902 blev han ledamot av deputeradekammaren, där han tillhörde "republikansk-demokratiska vänstern". Péret var från december 1913 till mars 1914 understatssekreterare för inrikes ärenden och mars–juni 1914 handelsminister i Doumergues ministär. Juni–november 1917 var han justitieminister först i Ribots, sedan i Painlevés ministär samt valdes i januari 1920 till deputeradekammarens president. Efter ministären Leygues fall i januari 1921 sökte Péret bilda ny ministär, men misslyckades. Efter vänstersegern vid 1924 års val efterträddes han i juni samma år som kammarpresident av Painlevé. Han var finansminister mars-juni 1926 i Briands ministär och därefter för andra gången justitieminister mars-november 1930 i Tardieus ministär. År 1927 hade han övergått till senaten, som han lämnade efter valet 1935.